# Scopula ochraceata
Scopula ochraceata är en fjärilsart som beskrevs av Otto Staudinger 1901. Scopula ochraceata ingår i släktet Scopula och familjen mätare. Inga underarter finns listade.